# Sleep My Dear
Sleep My Dear（スリープマイディア）は1990年代に活動したヴィジュアル系ロックバンド。1991年結成。1998年解散。
ティアーズ音楽事務所の3大バンド（PENICILLIN・media youth・Sleep My Dear）の１つであった。
元同事務所のPENICILLINからは隠れた天才と言われていたバンドである。

## メンバー

### 解散時メンバー
- KöHey (Vocal)
  - 2代目ボーカル。
  - 元はSleep My Dearのローディーだったが、前任者のToshiya脱退によりボーカルとなった。
  - 解散後はMedicalTrancePeach(ex.雫...Shizuku)、Cryella(ex.Romance for～)を結成したが解散。
  - 現在は活動を引退し、焼肉チェーン店「味樹園」のマネージャー兼店長として働いている。2018年3月27日に放送されたテレビ朝日系列番組「ソノサキ」に出演。
- YASUHIRO (Guitar)
- SAKI (Guitar)
- YASUMICHI (Bass)
  - PENICILLINのO-JIROとのユニット808としても活動していたが、現在は活動休止。
- KENT (Drums)

### 旧メンバー
- Toshiya (Vocal)
  - 初代ボーカル。
  - 愛知県出身、身長165センチ、体重43キロ。
  - 1992年3月に脱退し、その後はL'amour Fouのボーカルとして活動。現在は共存というバンドで活動している。

## 来歴
- 1991年11月：Silver-RoseのローディーをしていたYASUMICHI、SAKI、YASUHIROの3人を中心に名古屋で結成。名古屋MUSIC FARMを中心にライブ活動を開始。
- 1991年12月：KENT加入。
- 1992年3月：前Vo.Toshiya脱退により、ローディーだったKöHeyがVocalとして正式加入。
- 1992年夏：デモテープ「Misty Night」を1000本無料配付。収録されている曲「Death」では、黒夢の清春がコーラスとして参加している。なお、ファーストアルバム「MOVE」の初回版のボーナストラックにて、その音源が聞く事ができる。
- 1992年暮れ頃より関東方面での活動も開始。
- 1993年4月7日：名古屋MUSIC FARMにて初のワンマンライブ（100人を超す動員）
- 1995年7月25日：徳間ジャパンコミュニケーションズよりシングル「Ask for Eyes」でメジャーデビュー。
- 1998年11月19日に地元名古屋（THE BOTTOM LINE）、同月24日にCLUB CITTA'川崎でラストライブ"MEMORIAL FINAL SPARK"を行い解散[1][2]。

## ディスコグラフィー

### デモテープ
- Misty Night（1992年夏）※1000本無料配付

### VHS
| 発売日         | タイトル                | 規格品番   | 備考               |
| -------------- | ----------------------- | ---------- | ------------------ |
| 1995年10月25日 | Over the Limit          | TKVF-69001 | PV集               |
| 1996年12月18日 | Dear & Hate             | TKVA-68007 |                    |
| 1999年2月24日  | LAST LIVE "FINAL SPARK" | ELVR-30008 | ラストライブビデオ |

### 参加作品
| 発売日        | タイトル                                                   | 規格品番   | 曲順 | 楽曲                   |
| ------------- | ---------------------------------------------------------- | ---------- | ---- | ---------------------- |
| 1993年9月22日 | Cry-Max Pleasure ~Break On Through to the Nuclear Bandits~ | BVCR-1415  | M.3  | Sleep My Dear          |
| 1994年2月1日  | Emergency Express'94                                       | TFCC-88043 | M.8  | Get In Noise           |
| 1995年6月5日  | TURN OVER                                                  | CRCR-1001  | M.11 | I can't XXX            |
| 1995年7月1日  | SACRED SEEDS～stairs to the moon～                         | VPCC-86012 | M.8  | Re Pressure            |
| 1996年3月20日 | PLACTICAL J・O・K・E II                                    | VPCC-86016 | M.4  | Ask for Eyes（Live）   |
| 1996年3月20日 | PLACTICAL J・O・K・E II                                    | VPCC-86016 | M.5  | Out of Reality（Live） |
| 1996年9月5日  | THE HITS OF JAPAN                                          | TKCA-70984 | M.12 | RELIEVE#8              |

## タイアップ一覧
| 使用年 | 曲名            | タイアップ                                   |
| ------ | --------------- | -------------------------------------------- |
| 1996年 | Φ～幾千の記憶～ | テレビ埼玉『パンドラ御殿』オープニングテーマ |